# Kościół św. Jana Chrzciciela w Nieżynie
Kościół pw. św. Jana Chrzciciela w Nieżynie – rzymskokatolicki kościół filialny, należący do parafii pw. św. Stanisława Kostki w Siemyślu, dekanatu Gościno, diecezji koszalińsko-kołobrzeskiej, metropolii szczecińsko-kamieńskiej, w Niemierzu, w województwie zachodniopomorskim.
Odpust Kościoła w Nieżynie odbywa się w uroczystość Narodzenia św. Jana Chrzciciela (24 czerwca).

## Historia
Pierwsze wzmianki o świątyni pochodzą z 1269 r. Była ona poddana odrestaurowaniu oraz rozbudowaniu w 1600 r. oraz w XIX w.

## Architektura
Budowla oparta jest na konstrukcji prostokąta. Posiada niewyodrębnione prezbiterium o półkolistym zakończeniu. Nawa główna jest murowana z kamienia.